# Båstad

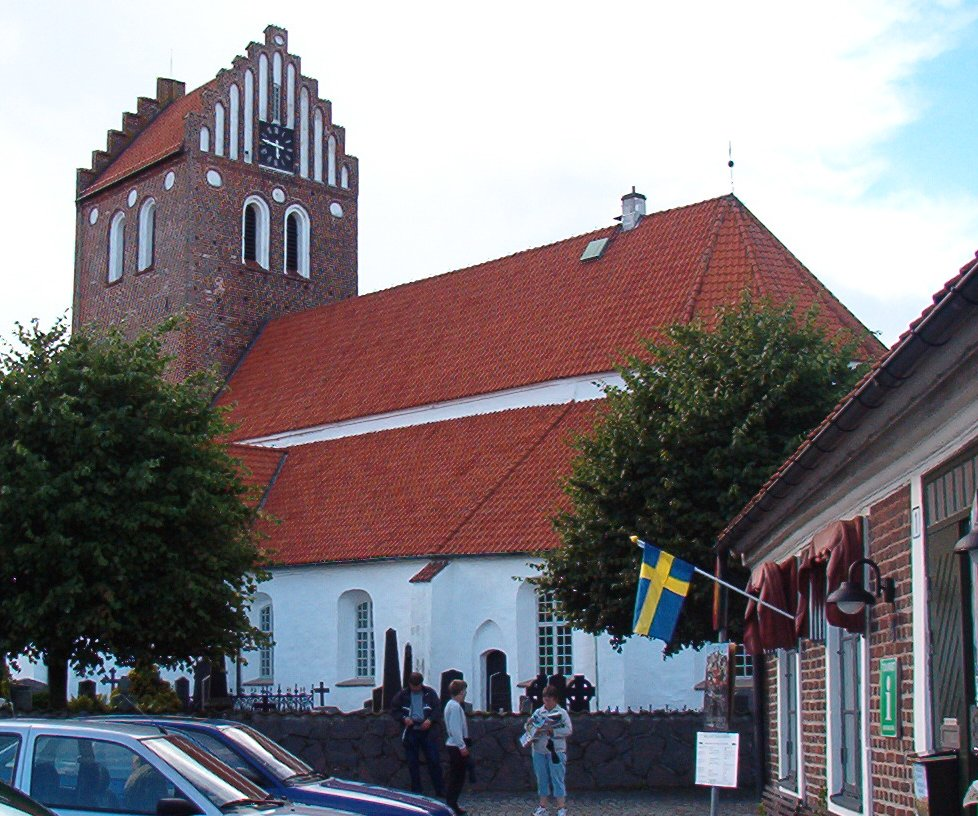
Mariakyrkan

Båstad ist der Hauptort der Gemeinde Båstad in der schwedischen Provinz Skåne län am Kattegat.
Ein geringer Teil des Ortes (1 Hektar ohne Einwohner, Stand 2015) gehört zur Gemeinde Laholm der benachbarten Provinz Hallands län; damit ist Båstad einer der neun tätorter Schwedens, die auf dem Territorium zweier Provinzen liegen.

## Geschichte
Das Gräberfeld Tofta högar (auch Gudahovet genannt) und der Dagshög liegen bei Båstad.
Im 14. oder 15. Jahrhundert, als Schonen noch Teil von Dänemark war, bekam Båstad zum ersten Mal Stadtrechte. Damals war der Name der Stadt noch Botstædæ (dt. Bootstelle oder Abstellplatz der Boote). 1664, nachdem das Gebiet 1658 von Schweden erobert worden war, wurden Båstad spezielle Rechte eingeräumt, es verlor aber auf Grund seiner geringen Größe die vollen Stadtrechte und bekam den Status eines Fleckens (schw. köping). Erst 1858 wurden Båstad die Stadtrechte erneut zugestanden.

## Verkehr
Der Ort besitzt eine Haltestelle an der Västkustbana.

## Sport
Båstad ist die Hauptstadt des schwedischen Tennis und hat viele international erfolgreiche Tennisspieler, wie zum Beispiel Magnus Larsson, hervorgebracht. Jeden Sommer findet als Teil der ATP World Tour das Turnier in Båstad statt, das jedes Jahr ungefähr 20.000 Besucher anlockt. Seit 2009 wird auch ein WTA-Turnier hier ausgetragen.

## Persönlichkeiten
- Carl Adolph Agardh (1785–1859), schwedischer Botaniker und Bischof
- Birgit Nilsson (1918–2005), Opernsängerin